# ISW13HT
HTC J ISW13HT（エイチティーシー ジェイ アイエスダブリューイチサンエイチティー）は、台湾・HTC（輸入元・HTC NIPPON）によって開発された、auブランドを展開するKDDI及び沖縄セルラー電話のISシリーズの一つで、CDMA 1X WIN（CDMA2000 1xMC／1xEV-DO Rev.A）、および+WiMAX（モバイルWiMAX、IEEE 802.16e-2005）対応ストレート型スマートフォンである。製造型番はHTI13（エイチティーアイイチサン）。

## 概要
HTCがau向けに製造した3機種目のAndroidスマートフォンである。同社の最新スマートフォンの1つである「HTC One S」をベースに日本市場向けに再開発しており、海外で販売されている他のHTC Oneシリーズと同様に高画質と高音質に拘っているのがこの機種の最大の特徴となっている。なお、商品名に付けられている「J」とは「Japan（日本）」の意味である。
- カラーは「レッド」「ブラック」「ホワイト」の3種類がラインナップされており、このうち「ブラック」ではつや消し処理がなされている。
- ディスプレイはベースとなったHTC One Sと同様に4.3インチのQHD（540×960ピクセル）有機ELディスプレイを採用している。3D表示機能は非搭載であり、カメラも3D撮影機能は搭載していない。
- 海外メーカー製でありながらワンセグ・おサイフケータイ・赤外線通信の日本向け機能に対応している。ただし防水機能は装備されていない。当初は防水機能の搭載を目指して設計されていたため、電池カバーやイヤホン端子・microUSB端子のキャップなどの機構にその痕跡が残っている。また、各種メディアで行われた防水テストでは端末に大きな異常は見られなかったが、一部でカメラ内部に水滴が残るという事象も発生している[4][5]。
- ワンセグ・FMラジオ用のアンテナは本体に内蔵しておらず、イヤホンジャックにイヤホンを接続する必要がある。付属するイヤホンはBeats製となっている。
- EメールはKDDI Eメールアプリの搭載により対応する。また、auの新絵文字に対応する初の機種となっている。
- 通常サイズのau ICカードに対応する。同社製のau向け端末としては2009年発売のWindows Mobile 6.1搭載スマートフォンE30HT以来、3機種ぶりの対応である。
- KDDIとしては初[6]となるAndroid 4.0を工場出荷時に搭載した機種である。

2012年9月12日に台湾・香港での販売も開始された。ただし日本向けモデルと異なり、ワンセグやおサイフケータイ（FeliCaポート）、赤外線通信等の機能・サービスは省略されているほか、利用できる3G通信の周波数（HSPA・W-CDMA2100MHz、CDMA800MHzのみ）、SIMロックなしという点以外は日本向けと同じである。

## 歴史
- 2012年（平成24年）4月10日 - 連邦通信委員会（FCC）を通過[8]。
- 2012年4月20日 - KDDI、およびHTC NIPPONより公式発表。
- 2012年5月25日 - 全国にて一斉発売。
- 2012年7月10日 - 1回目のソフトウェアアップデートを提供開始。
- 2012年8月6日 - 本機に標準でプリセットされている「LISMO Player」のメジャーバージョンアップ（Ver. 2.0→Ver. 3.0）を実施[9]。
- 2012年10月9日 - 2回目のソフトウェアアップデートを提供開始。
- 2013年（平成25年）2月21日 - 3回目のソフトウェアアップデートを提供開始。その後、更新後に不具合が発生することが確認されたため、ソフトウェアアップデートは一時停止された。
- 2013年2月28日 - 一時停止していた3回目のソフトウェアアップデートの提供を再開。
- 2013年11月19日 - 4回目のソフトウェアアップデートを提供開始。

## プリインストールアプリ
- Skype
- Friends Note
- KDDI Eメール
- FrendStream
- FootPrints
- Peep
- Polaris Office
- Google Talk
- Teeter
- auウィジェット

## 主な機能・サービス
※PC向けWebブラウザが標準装備されている。携帯向けサイト(EZWeb)は他のスマートフォンやPCと同じく閲覧不可。
| 主な機能・対応サービス                                                 | 主な機能・対応サービス                                          | 主な機能・対応サービス                                           | 主な機能・対応サービス                                             |
| ---------------------------------------------------------------------- | --------------------------------------------------------------- | ---------------------------------------------------------------- | ------------------------------------------------------------------ |
| Webブラウザ                                                            | LISMO! for Android LISMO WAVE LISMO Store powered by レコチョク | おサイフケータイ                                                 | ワンセグ                                                           |
| au one メール PCメール Gmail EZwebメール                               | デコレーションメール デコレーションアニメ                       | Skype au                                                         | PCドキュメント                                                     |
| au Smart Sports Run & Walk Karada Manager Fitness ゴルフ(web版) 歩数計 | GPS                                                             | au oneナビウォーク au one助手席ナビ                              | au one ニュースEX au one GREE                                      |
| じぶん銀行                                                             | 緊急速報メール かんたんメニュー                                 | Bluetooth                                                        | 無線LAN機能 (Wi-Fi) テザリング (Wi-Fi・USB) +WiMAX (モバイルWiMAX) |
| 赤外線通信 (IrSimple)                                                  | WIN HIGH SPEED                                                  | グローバルパスポート                                             | auフェムトセル                                                     |
| microSD microSDHC                                                      | モーションセンサー(6軸)                                         | 防水(但し、企業努力による浸水防止機能があることが確認されている) | 簡易留守録 着信拒否設定                                            |

- 安心セキュリティパックはフル対応

## その他
「run for money 逃走中」と「battle for money 戦闘中」で過去利用されていた。

## ソフトウェアアップデート
- 2012年7月10日にソフトウェアアップデートが配信された。[11] アップデート内容は次の通り。
  - おサイフケータイアプリの起動に失敗する場合がある事象の改善。
- 2012年10月9日にソフトウェアアップデートが配信された。[12] アップデート内容は次の通り。
  - 災害・避難情報をSMS（Cメール）として重複受信してしまう不具合の改善。
  - また、正式な案内はなされていないが以下の機能改善・追加も行われている。
    - Android 4.0.4へのアップデート。
    - HTC Sense4.1へのアップデート。詳細は以下の通り。
      - 「最近使用したアプリケーションキー」を設定によって「メニューキー」として利用することが可能になった。
      - ホーム画面のスクロールアニメーションの変更がなされ、レスポンスの改善が図られた。
      - Google検索等、プリセットされたウィジェットの細かな変更が行われた。
      - ブラウザにおけるユーザーインターフェースの細かな改善がなされた。
      - その他各種機能・動作の改善がなされた。
- 2013年2月21日にソフトウェアアップデートが配信された。[13] アップデート内容は次の通り。
  - 電源投入出来なくなる場合がある事象の改善。
  - 10時00分に提供が開始されたこのアップデートは以下の不具合が発生することが発覚したため、12時30分より提供が一時中止された[14]。
    - ソフトウェアアップデート後、おサイフケータイアプリが画面表示されなくなる事象。

  - 2013年2月28日より一時停止していたソフトウェアアップデートの提供を再開した。このアップデートには更に以下の内容も含まれている。
    - 2月21日にソフトウェアアップデートを行った端末において、おサイフケータイアプリが画面表示されなくなる事象の改善。
- 2013年11月19日にソフトウェアアップデートが配信された。[15] アップデート内容は次の通り。
  - WiMAX起動時の案内表示機能追加。
  - おサイフケータイアプリが自動的にロックされ、ロック解除できない場合がある事象の改善。